# Fatah

FATAH (în arabă: فتح), un acronim inversat din numele arab Harakat al-Tahrir al-Watani al-Filastini (însemnând "Mișcarea Națională pentru Eliberarea Palestinei) / „حركة التحرير الوطني الفلسطيني” este un partid politic major și cel mai mare constituent al Organizației pentru Eliberarea Palestinei, o confederație pluri-partidistă din teritoriile palestiniene. Acronimul FATAH este creat din numele complet Harakat at-Tahrir al-Watani al-Filastini devenind „HATAF", a cărei rădăcină „h.t.f” „حتف” are sensul de „moarte”, astfel fiind inversată și devenind „FATAH”, care se traduce prin „cucerire”.  
Fatah este recunoscută pentru implicarea sa în eforturile palestinienilor de eliberare a teritoriilor ocupate. Lupta revoluționară a fost și este dusă cu ajutorul unor grupări paramilitare armate, cu care Fatah și-a unit puterile, mișcarea impunându-se însă mai mult pe plan politic. Fatah este asociată cu Yasser Arafat, fondatorul ei, care a condus-o până în anul 2004 când a murit, fiind succedat de Farouk Kaddoumi. Farouk și-a menținut funcția până în anul 2009, când a fost ales Mahmoud Abbas, care o conduce până în prezent. 
După moartea lui Yasser Arafat a avut loc o scindare vizibilă în rândul mișcării, nemaiavând un lider care să găsească un numitor comun într-o organizație cu o ideologie ramnificată. O consecință cu puternic impact o are pierderea alegerilor din anul 2006 din Consiliul Legislativ Palestinian în fața Hamas, rezultatul fiind urmat de un conflict deschis între Fatah și Hamas care nu s-a încheiat până azi. În prezent Hamas controlează Fâșia Gaza și Fatah Cisiordania.

## Etiomologie
Numele întreg al mișcării este حركة التحرير الوطني الفلسطيني ḥarakat at-taḥrīr al-waṭanī al-Filasṭīnī, însemnând "Mișcarea Națională pentru Eliberarea Palestine". De aici a apărut acronimul inversat și cel folosit respectiv Fatah, a cărei rădăcini „f/t/h” are sensul de „deschidere/cucerire”. Cuvântul „fatah” sau „fath” are și o dimensiune religioasă și istorică în islam, deoarece face referire la cuceririle islamice din timpul califilor ortodocși, dar și la numele unei sure din coran (a 48-a), care conform școliților musulmani narează povestea Tratatului de la Hudaybiyya. Tratatul de la Hudaybiyya a facilitat multor oameni convertirea la islam și a întărit comunitatea (umma). Tribul Quraysh a încălcat acest tratat, având ca urmare campania de cucerire a orașului Mecca. Yasser Arafat s-a folosit de acest context istorico-religios pentru a justifica Acordul de la Oslo cu Israel.

## Istoria
În data de 10 octombrie 1959, Fatah a fost fondată ca o organizație de rezistență, de gherilă sub conducerea lui Yasser Arafat, împreună cu Salah Khalaf, Khalil Al-Wazir și Faruq Qaddumi în Kuweit. Ei au ales să recurgă la lupta armată pentru a obține independența palestiniană. La sfârșitul anului 1964, comandanții Fatah au efectuat primele atacuri în Israel. În anii următori, voluntarii au operat în principal din Iordania, au efectuat atacuri cu bombă și au organizat ambuscade. Guvernul israelian a răspuns prin bombardarea locuințelor si adăposturilor luptătorilor Fatah și ale susținătorilor. Acest conflict s-a soldat într-un singur an 1967 cu peste 600 de palestinieni uciși, peste 200 de soldați israelieni și 47 de civili israelieni.

### Drumul către putere
Un punct de cotitură a conflictului a fost bătălia de Karameh. O expediție israeliană trimisă ca răspuns la Karameh (Iordania) a costat Fatah viața a 124 de luptători de gherilă, inclusiv a 91 de membri oficiali Fatah, dar pierderile de pe partea israeliană au fost, de asemenea, ridicate. În lumea arabă, această bătălie a fost văzută ca o mare victorie care a restaurat onoarea arabilor după înfrângerea în Războiul de Șase Zile. Lupta a propulsat Fatah pe drumul către putere și a inițiat apariția unei forțe în PLO. În iunie 1968, mandatele PLO au fost redistribuite, iar acum diferitele mișcări de rezistență au format marea majoritate. Fatah a devenit cea mai mare facțiune din PLO, iar în februarie 1969, liderul Fatah Arafat a fost ales președinte al organizației. PLO a devenit un forum pentru Mișcarea Națională Palestiniană sub auspiciile lui Nasser. Cauza palestiniană a fost exploatată în general de către statele arabe pentru scopurile lor.

### Expulzarea din Iordania
În septembrie 1970 a erupt revolta Fatah și a altor grupări palestiniene împotriva familiei regale iordaniene care a eșuat în iulie 1971 și a dus la expulzarea completă organizației din Iordania. Noua bază din care să organizeze lupta împotriva Israelului a devenit Libanul, în special sudul său. Când Israelul a invadat Libanul în 1982, grupul a fost dispersat în mai multe state: Tunisia, Yemen, Algeria, Irak și altele. Conducerea Fatah, inclusiv Yasser Arafat, au fost obligați să plece în exil în Tunisia și au rămas acolo până în 1993.

## Legături cu alte grupări teroriste
În 1970 o serie de teroriști afiliați RAF (Red Army Faction) Andreas Baader, Ulrike Meinhof, Horst Mahler, Peter Homann, Brigitte Asdonk au ajuns într-o tabără de antrenament Fatah din Iordania unde au fost antrenați în fotografiere, luptă neînarmată, aruncare de grenade, producție de explozivi și tactici de luptă. Acest lucru a permis RAF să-și organizeze lupta lor în Germania și a reprezentat un moment important în dezvoltarea terorismului. A fost pentru prima dată când un grup terorist a antrenat o altă grupare cu diferite scopuri și naționalitate diferită. 

## Programul politic
Obiectivul principal al Fatah a fost „eliberarea completă a Palestinei“ și „exterminarea existenței economice, politice, militare și culturale a sionismului“ (articolul 12 din Constituție 1964). Acest articol a fost unul dintre cele mai importante argumente ale grupurilor radicale din cadrul Fatah împotriva acordului Oslo semnat de Yasser Arafat. Potrivit programului, ar trebui creat un stat democratic independent cu suveranitate totală pe teritoriul întregii Palestiniene. Ierusalimul ar trebui să devină capitala și drepturile egale ar trebui acordate tuturor cetățenilor, fără discriminare rasială sau religioasă. Rezistența armată a devenit astfel un mijloc indispensabil pentru eliberarea Palestinei.
În timp ce Fatah se transformă ca urmare a acordului de pace de la Oslo într-o facțiune palestiniană relativ moderată, care a recunoscut în conformitate cu scrisoarea președintelui Arafat dreptul Israelului de a exista și a denunțat terorismul, nu a avut loc până astăzi o schimbare directă și oficială a Cărții Naționale Palestiniene, în conformitate cu Tratatul de la Oslo. Recunoașterea Israelului de către Autoritatea Palestiniană a fost de facto indirectă. La o reuniune din data de 26 aprilie 1996, Parlamentul a votat cu 504 voturi pentru, 54 împotrivă și 14 abțineri:
„Cartea Națională Palestiniană se completează ca toate elementele care, la data de 9 și 10 septembrie 1993 au fost schimbate între OEP și Guvernul israelian să fie anulate.“ 
Mai multe grupări au rămas active în Liban și Palestina: brigăzile de martiri Hawari, Tanzim și al-Aqsa.

Al Aqsa Brigades Logo

## Brigăzile de martiri Al-Aqsa
Brigăzile de martiri al-Aqsa (arabă: Katā'ibu šuhadā' al-'Aqṣā) este o coaliție seculară a grupurilor armate palestiniene din Cisiordania. Organizația a fost desemnată ca o organizație teroristă de către Israel, Uniunea Europeană și alte țări.
Conducerea brigăzilor și membrii săi s-au identificat ca aripa militară a Fatah. Pe site-ul lor și pe postere, apare emblema Fatah. Conducerea lui Fatah a spus că nu au luat niciodată o decizie de a crea brigăzile sau de a le face aripa militară a Fatah. Începând cu anul 2002, unii lideri din Fatah au încercat să oprească brigăzile din a ataca civili .
În noiembrie 2003 s-a descoperit o plată de 50.000 de dolari pe lună de la Fatah către al-Aqsa. Această investigație, combinată cu documentele găsite de Forțele de Apărare a Israelului (IDF), a condus guvernul Israelului să tragă concluzia că brigăzile martirilor al-Aqsa au fost întotdeauna finanțate direct de către Yasser Arafat. În iunie 2004, prim-ministrul palestinian Ahmed Qurei a declarat în mod deschis acest lucru: "Am afirmat în mod clar că brigăzile martirilor Aqsa fac parte din Fatah. Suntem dedicați acestora și Fatah poartă întreaga responsabilitate pentru grup" , a declarat în continuare că "Brigăzile martirilor al-Aqsa, aripa militară a mișcării Fatah nu vor fi dizolvate, iar Fatah nu va renunța niciodată la aripa militară". 
La 18 decembrie 2003, Fatah a cerut conducătorilor brigăzilor martirilor al-Aqsa să se alăture Consiliului Fatah, recunoscându-le oficial ca parte a organizației Fatah .
Organizația este responsabilă pentru nenumărate atacuri armate și atacuri sinucigașe împotrive armatei israeliene în Cisiordania. Brigăzile martirilor al-Aqsa au efectuat mai multe atacuri comune cu grupul islamist Hamas. Aceste atacuri au fost comise în principal în Fâșia Gaza.